# Sertão
El sertão (en portuguès significa ‘lloc aïllat i remot’) és un bioma del Brasil caracteritzat per la seva semiaridesa i les secades. És al nord-est del país i comprèn parts dels estats d'Alagoas, Bahia, Pernambuco, Paraíba, Rio Grande do Norte, Ceará i Piauí.
La geografia del sertão consisteix en terres baixes que formen part de la regió brasilera de les terres altes. La majoria del sertão està entre 200 i 500 metres sobre el nivell del mar, amb elevacions cap a l'est en el Planalto da Borborema, on hi ha una regió subhumida coneguda com a Agreste.
Hi ha dos rius principals riu Jaguaribe i riu Piranhas a més del riu São Francisco que és al·lòcton, quan s'acaba l'estació humida es formen altres rius.

## Clima i vegetació

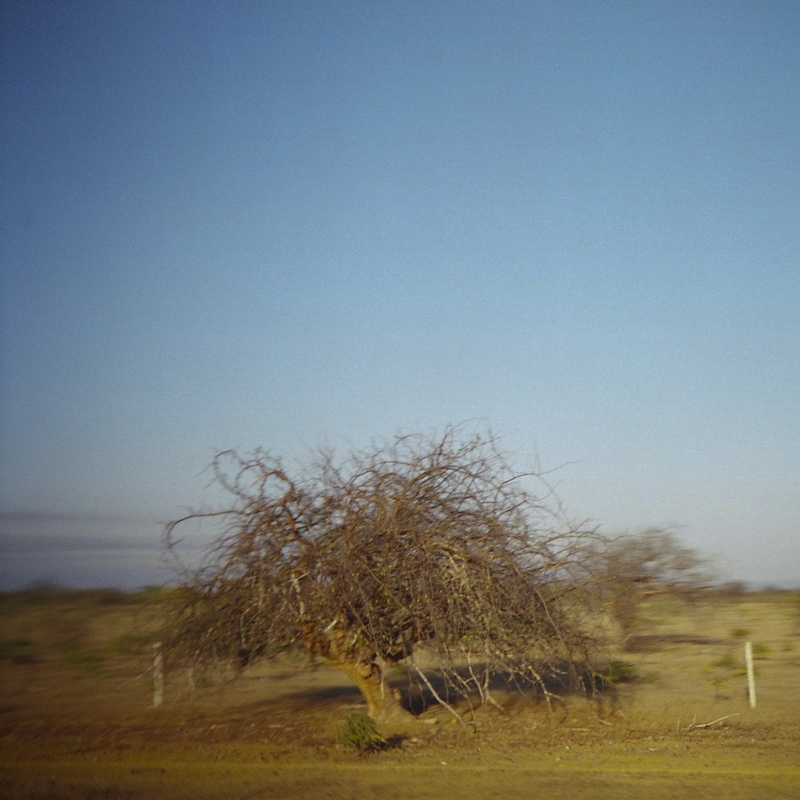
Sertão al nord-est del Brasil

Les temperatures mitjanes màximes estan entre 29 i 35 graus i les mitjanes mínimes entre els 21 i 24 graus.
Com que el sertão està prop de l'equador, les temperatures resulten uniformes al llarg de l'any i de tipus tropical, sovint extremades a l'oest.
El sertãoã té una pluviometria baixa comparat amb la resta del Brasil per les temperatures relativament fresques de l'Atlàntic sud que fa que la Zona de convergència intertropical queen al nord d'aquesta regió gran part de l'any i produeix sequedat.
Malgrat recollir entre 500 i 800 litres, arribant a 1300 a la costa nord de Fortaleza, l'estació de pluges és molt curta (de gener a abril). A més hi ha períodes de secada extrema o inundacions. Per aquestes condicions s'han tingut períodes de fam, la pitjor va ser la dels anys 1877 i 1879, que semblà que matà la meitat de la població.
La vegetació natural és arbustiva tipus caatinga amb arbusts baixos espinosos ben adaptats. Algunes espècies d'arbres de la caatinga es conreen però la vegetació natural està degradada pel conreu i el pasturatge. La biodiversitat de la flora és alta 